# Český Šternberk
Český Šternberk è un comune mercato della Repubblica Ceca facente parte del distretto di Benešov, in Boemia Centrale.

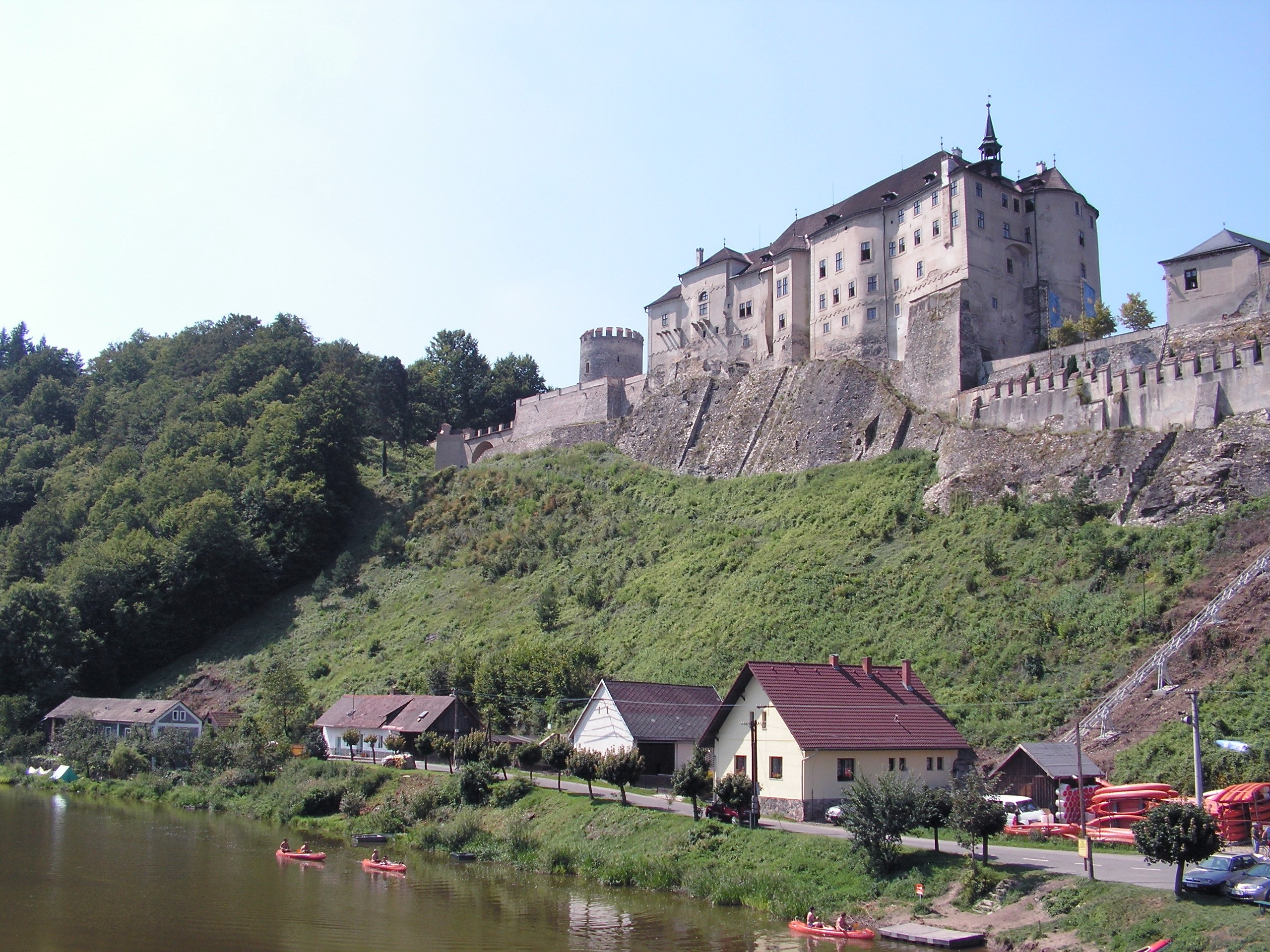
Il castello

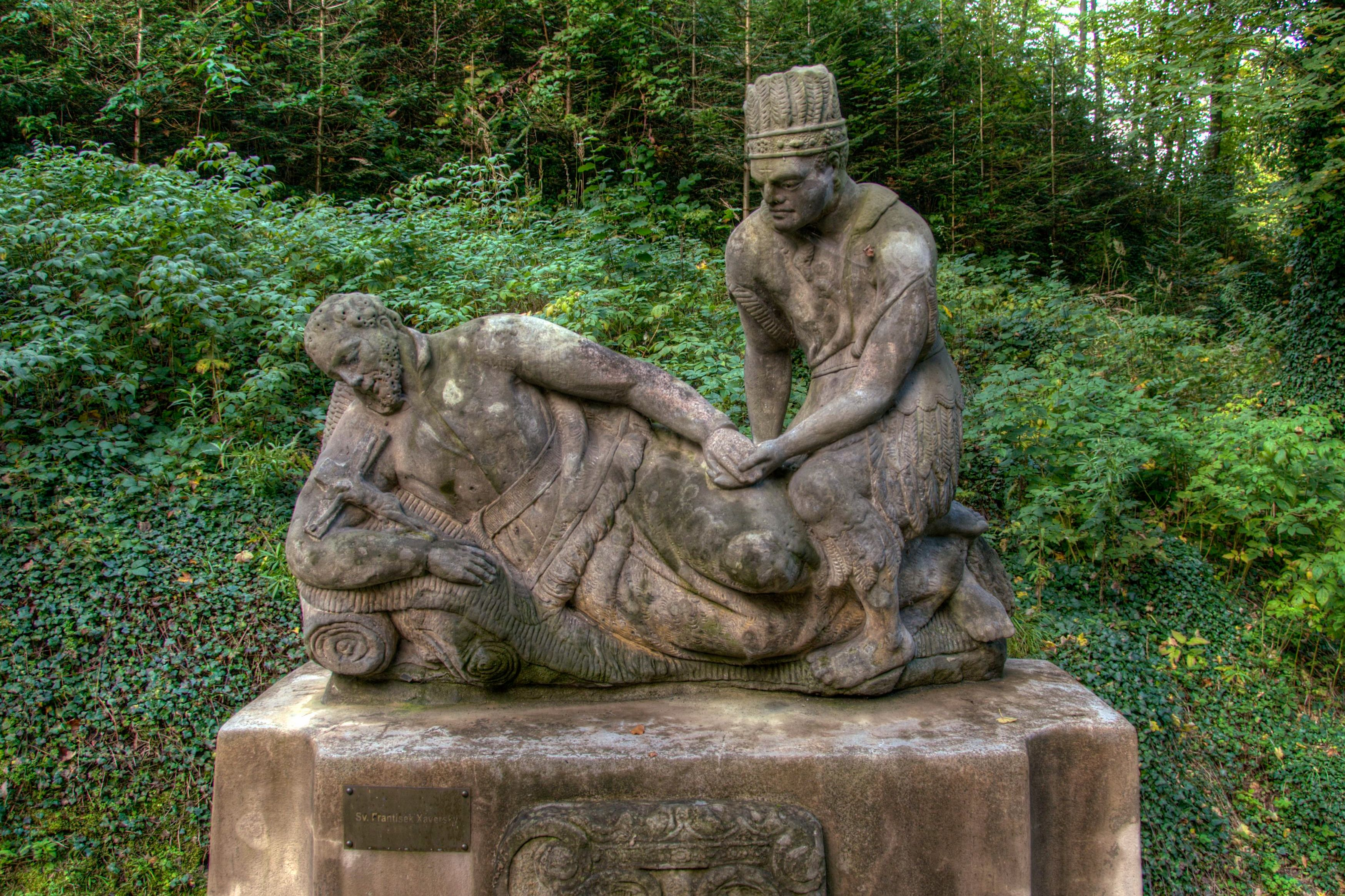
Monumento a san Francesco Saverio nel parco

## Il Castello di Český Šternberk
La fortezza rappresenta un caso quasi unico di complesso rimasto ininterrottamente di proprietà della famiglia fondatrice degli Šternberk dalla metà del XIII secolo fino al 1949, quando il bene venne nazionalizzato dalla Cecoslovacchia comunista.  Nel 1991 il complesso fu restituito alla famiglia Šternberk.
Si tratta di una fortezza gotica, della quale è conservato il sistema delle fortificazioni.  L'edificio centrale venne riedificato in stile barocco nel XVIII secolo, dopo i danneggiamenti della guerra dei trent'anni.
Gli interni custodiscono ritratti di famiglia, una pinacoteca, carte geografiche della guerra dei trent'anni, armi storiche, arredi dell'epoca e trofei.